# Баттифолло
Баттифолло (итал. Battifollo) — коммуна в Италии, располагается в регионе Пьемонт, в провинции Кунео.
Население составляет 239 человек (2008 г.), плотность населения составляет 22 чел./км². Занимает площадь 11 км². Почтовый индекс — 12070. Телефонный код — 0174.
Покровителем коммуны считается святой Георгий, празднование 23 апреля.

## Демография
Динамика населения:

## Администрация коммуны
- Официальный сайт: